# Liste der Oberbefehlshaber der britischen Armee
Der Oberbefehlshaber der britischen Armee (engl. Commander-in-Chief of the Forces) war der militärische Führer der  britischen Landstreitkräfte von Mitte des 17. Jahrhunderts  bis 1904. Aufgrund der Neuordnung der Heeresverwaltung legte Lord Roberts 1904 das Amt als Oberbefehlshaber nieder, welches nun nicht mehr besetzt wurde. Die Funktion des ranghöchsten Soldaten der britischen Armee wurde durch den Chef des Imperialen Generalstabes übernommen. 2008 wurden die konventionellen Kampfkräfte der Armee dem HQ Land Forces unterstellt, dessen Befehlshaber wurde zum Commander-in-Chief, Land Forces.
| Oberbefehlshaber der britischen Armee     | von  | bis  | Bild |
| ----------------------------------------- | ---- | ---- | ---- |
| James Scott, 1. Duke of Monmouth          | 1674 | 1679 |      |
| John Churchill, 1. Duke of Marlborough    | 1690 | 1691 |      |
| Meinhard Schomberg, 1. Duke of Leinster   | 1691 | 1711 |      |
| James Butler, 2. Duke of Ormonde          | 1711 | 1714 |      |
| John Dalrymple, 2. Earl of Stair          | 1744 | 1745 |      |
| George Wade                               | 1745 | 1748 |      |
| John Ligonier, 1. Viscount Ligonier       | 1757 | 1759 |      |
| John Manners, Marquess of Granby          | 1766 | 1769 |      |
| Jeffrey Amherst, 1. Baron Amherst         | 1778 | 1782 |      |
| Henry Seymour Conway                      | 1782 | 1793 |      |
| Jeffrey Amherst, 1. Baron Amherst         | 1793 | 1795 |      |
| Prince Frederick, Duke of York and Albany | 1795 | 1809 |      |
| Sir David Dundas                          | 1809 | 1811 |      |
| Prince Frederick, Duke of York and Albany | 1811 | 1827 |      |
| Arthur Wellesley, 1. Duke of Wellington   | 1827 | 1828 |      |
| Rowland Hill, 1. Viscount Hill            | 1828 | 1842 |      |
| Arthur Wellesley, 1. Duke of Wellington   | 1842 | 1852 |      |
| Henry Hardinge, 1. Viscount Hardinge      | 1852 | 1856 |      |
| Prince George, 2. Duke of Cambridge       | 1856 | 1895 |      |
| Garnet Wolseley, 1. Viscount Wolseley     | 1895 | 1900 |      |
| Frederick Roberts, 1. Earl Roberts        | 1900 | 1904 |      |